# Giai đoạn vòng loại và vòng play-off UEFA Champions League 2024–25
Giai đoạn vòng loại và vòng play-off UEFA Champions League 2024–25 bắt đầu vào ngày 9 tháng 7 và kết thúc vào ngày 28 tháng 8 năm 2024.
Tổng cộng có 52 đội bóng thi đấu trong hệ thống vòng loại của UEFA Champions League 2024–25, bao gồm giai đoạn vòng loại và vòng play-off, với 42 đội ở Nhóm các đội vô địch và 10 đội ở Nhóm các đội không vô địch. Bảy đội thắng ở vòng play-off (năm đội từ Nhóm vô địch, hai đội từ Nhóm không vô địch) sẽ tiến vào vòng đấu hạng, để cùng với 29 đội, đã được chỉ định, tham dự vòng đấu hạng 36 đội.
Thời gian là CEST (UTC+2), được liệt kê bởi UEFA (giờ địa phương, nếu khác, sẽ nằm trong ngoặc đơn).

## Thể thức thi đấu
Giai đoạn vòng loại và vòng play-off được chia thành hai nhóm – Nhóm các đội vô địch và Nhóm các đội không vô địch. Nhóm vô địch bao gồm các đội vô địch giải quốc nội của họ và Nhóm không vô địch bao gồm các đội là á quân, hạng ba hoặc hạng tư giải quốc nội.
Mỗi cặp đấu sẽ thi đấu hai lượt, mỗi đội thi đấu một lượt trên sân nhà. Đội nào ghi được nhiều bàn thắng hơn ở hai lượt trận sẽ đi tiếp vào vòng tiếp theo. Nếu tổng tỷ số bằng nhau vào cuối thời gian thi đấu bình thường của trận lượt về, hiệp phụ sẽ được thi đấu và nếu cả hai đội ghi cùng số bàn thắng trong hiệp phụ, tỷ số hòa sẽ được quyết định bằng loạt sút luân lưu.
Trợ lý trọng tài video (VAR) sẽ được sử dụng ở vòng loại thứ 3 và vòng play-off.
Trong lễ bốc thăm mỗi vòng, các đội sẽ được xếp hạt giống dựa trên hệ số câu lạc bộ UEFA của họ vào đầu mùa giải, với các đội được chia vào các nhóm hạt giống và không hạt giống có cùng số đội. Một đội hạt giống sẽ được bốc thăm gặp một đội không được xếp hạt giống, với thứ tự các lượt trận được quyết định bằng bốc thăm. Vì danh tính của đội thắng ở vòng trước có thể không được biết tại thời điểm bốc thăm, nên việc xếp hạt giống sẽ được thực hiện với giả định rằng đội có hệ số hòa chưa quyết định cao hơn sẽ tiến vào vòng tiếp theo, nghĩa là nếu đội có hệ số thấp hơn sẽ đi tiếp, đội đó sẽ chỉ xếp hạt giống của đối thủ. Trước khi bốc thăm, UEFA có thể thành lập các "nhóm" theo các nguyên tắc do Ủy ban thi đấu các câu lạc bộ đặt ra hoàn toàn là để thuận tiện cho việc bốc thăm và không giống với bất kỳ nhóm thực tế nào theo nghĩa của giải đấu. Các đội từ các hiệp hội có xung đột chính trị do UEFA quyết định không thể được xếp vào cùng một trận đấu. Sau lễ bốc thăm, thứ tự các trận đấu có thể bị UEFA đảo ngược do xung đột về lịch thi đấu hoặc địa điểm.

## Lịch thi đấu
Lịch thi đấu như sau. Tất cả các trận đấu sẽ diễn ra vào thứ Ba và thứ Tư.
| Vòng               | Ngày bốc thăm | Lượt đi      | Lượt về      |
| ------------------ | ------------- | ------------ | ------------ |
| Vòng loại thứ nhất | 18/6/2024     | 9–10/7/2024  | 16–17/7/2024 |
| Vòng loại thứ hai  | 19/6/2024     | 23–24/7/2024 | 30–31/7/2024 |
| Vòng loại thứ ba   | 22/7/2024     | 6–7/8/2024   | 13/8/2024    |
| Vòng play-off      | 5/8/2024      | 20–21/8/2024 | 27–28/8/2024 |

## Các đội bóng

### Nhóm các đội vô địch
Nhóm các đội vô địch, trước khi điều chỉnh suất của các đội vô địch, sẽ bao gồm tất cả các đội vô địch giải quốc nội nhưng không đủ điều kiện trực tiếp cho giai đoạn đấu loại và bao gồm các vòng sau:
- Vòng loại thứ nhất (28 đội): 28 đội tham dự vòng này.
- Vòng loại thứ hai (24 đội): 10 đội tham dự vòng này và 14 đội thắng ở vòng loại thứ nhất.
- Vòng loại thứ ba (12 đội): 12 đội thắng ở vòng loại thứ hai.
- Vòng play-off (10 đội): 4 đội vào vòng này và 6 đội thắng ở vòng loại thứ ba.

Tất cả các đội bị loại khỏi Nhóm các đội vô địch sẽ tham dự Europa League hoặc Conference League:
- 12 trong số 14 đội thua ở vòng loại thứ nhất sẽ vào vòng loại thứ hai của Conference League Nhóm vô địch.
- 2 đội thua ở vòng loại thứ nhất sẽ được đặc cách vào vòng loại thứ ba của Conference League Nhóm vô địch
- 12 đội thua ở vòng loại thứ hai sẽ vào vòng loại thứ ba của Europa League Nhóm vô địch.
- 6 đội thua ở vòng loại thứ ba sẽ vào vòng play-off của Europa League
- 5 đội thua ở vòng play-off sẽ bước vào vòng đấu hạng Europa League.

Dưới đây là các đội tham gia Nhóm các đội vô địch (với hệ số câu lạc bộ UEFA 2024), được nhóm theo vòng xuất phát của họ.
| Bảng màu                                                                           |
| ---------------------------------------------------------------------------------- |
| Đội thắng vòng play-off tiến vào vòng đấu hạng                                     |
| Đội thua vòng play-off tiến vào vòng đấu hạng Europa League                        |
| Đội thua vòng loại thứ ba vào vòng play-off Europa League                          |
| Đội thua vòng loại thứ hai vào vòng loại thứ ba Europa League                      |
| Đội thua ở vòng loại thứ nhất được đặc cách vào vòng loại thứ ba Conference League |
| Đội thua ở vòng loại thứ nhất sẽ vào vòng loại thứ hai Conference League           |

| Đội            | Hệ số  |
| -------------- | ------ |
| Dinamo Zagreb  | 50.000 |
| Sao Đỏ Beograd | 40.000 |
| Young Boys     | 34.500 |
| Galatasaray    | 31.500 |

| Đội                   | Hệ số  |
| --------------------- | ------ |
| PAOK                  | 37.000 |
| Maccabi Tel Aviv      | 35.500 |
| Ferencváros           | 35.000 |
| Qarabağ               | 33.000 |
| Bodø/Glimt            | 28.000 |
| Midtjylland           | 25.500 |
| Sparta Prague         | 22.500 |
| Malmö FF              | 18.500 |
| APOEL                 | 14.500 |
| Jagiellonia Białystok | 5.075  |

| Đội                | Hệ số  |
| ------------------ | ------ |
| Slovan Bratislava  | 30.500 |
| Ludogorets Razgrad | 26.000 |
| HJK                | 11.500 |
| Flora              | 11.000 |
| FCSB               | 10.500 |
| KÍ                 | 10.000 |
| Shamrock Rovers    | 9.500  |
| Lincoln Red Imps   | 9.000  |
| The New Saints     | 8.500  |
| Pyunik             | 8.000  |
| RFS                | 8.000  |
| Petrocub Hîncești  | 7.000  |
| Ballkani           | 6.000  |
| Borac Banja Luka   | 5.500  |
| Dinamo Batumi      | 5.500  |
| Celje              | 4.500  |
| Ħamrun Spartans    | 4.500  |
| Larne              | 4.500  |
| Dinamo Minsk       | 4.500  |
| Panevėžys          | 4.000  |
| Ordabasy           | 4.000  |
| Víkingur Reykjavík | 4.000  |
| Struga             | 3.500  |
| Differdange 03     | 3.500  |
| Dečić              | 2.000  |
| Egnatia            | 1.475  |
| UE Santa Coloma    | 1.199  |
| Virtus             | 0.366  |

### Nhóm các đội không vô địch
Nhóm các đội không vô địch sẽ bao gồm tất cả các đội không vô địch giải đấu nên không đủ điều kiện trực tiếp cho vòng đấu hạng và bao gồm các vòng sau:
- Vòng loại thứ hai (4 đội): 4 đội tham dự vòng này.
- Vòng loại thứ ba (8 đội): 6 đội tham dự vòng này và 2 đội thắng ở vòng loại thứ hai.
- Vòng play-off (4 đội): 4 đội thắng ở vòng loại thứ ba.

Tất cả các đội bị loại sẽ tham dự Europa League:
- 2 đội thua ở vòng loại thứ hai sẽ vào vòng loại thứ ba Nhánh chính.
- 4 đội thua ở vòng loại thứ ba và 2 đội thua ở vòng play-off sẽ bước vào vòng đấu hạng.

Dưới đây là các đội tham gia (với hệ số câu lạc bộ UEFA 2024), được nhóm theo vòng xuất phát của họ.
| Bảng màu                                                       |
| -------------------------------------------------------------- |
| Đội thắng vòng play-off tiến vào vòng đấu hạng vòng đấu hạng   |
| Đội thua vòng play-off bước vào vòng đấu hạng Europa League    |
| Đội thua vòng loại thứ ba bước vào vòng đấu hạng Europa League |
| Đội thua vòng loại thứ hai vào vòng loại thứ ba Europa League  |

| Đội                  | Hệ số  |
| -------------------- | ------ |
| Rangers              | 63.000 |
| Slavia Prague        | 53.000 |
| Red Bull Salzburg    | 50.000 |
| Lille                | 47.000 |
| Union Saint–Gilloise | 27.000 |
| Twente               | 12.260 |

| Đội         | Hệ số  |
| ----------- | ------ |
| Fenerbahçe  | 36.000 |
| Dynamo Kyiv | 26.500 |
| Partizan    | 25.500 |
| Lugano      | 8.000  |

## Vòng loại thứ nhất
Lễ bốc thăm vòng loại thứ nhất sẽ được tổ chức vào ngày 18 tháng 6 năm 2024.

### Hạt giống
Tổng cộng có 28 đội sẽ thi đấu ở vòng loại đầu tiên. Hạt giống của các đội sẽ dựa trên hệ số câu lạc bộ UEFA năm 2024 của họ. Trước khi bốc thăm, UEFA đã phân bổ các đội thành ba bảng, hai bảng có năm đội được xếp hạt giống và năm đội không được xếp hạt giống và một bảng có bốn đội được xếp hạt giống và bốn đội không được xếp hạt giống theo các nguyên tắc do Ủy ban Giải đấu Câu lạc bộ đặt ra. Đội đầu tiên được bốc thăm ở mỗi trận đấu sẽ là đội chủ nhà cho lượt đi.
| Bảng 1                                                                                | Bảng 1                                                         | Bảng 2                                     | Bảng 2                                                            | Bảng 3                                                   | Bảng 3                                             |
| Hạt giống                                                                             | Không hạt giống                                                | Hạt giống                                  | Không hạt giống                                                   | Hạt giống                                                | Không hạt giống                                    |
| ------------------------------------------------------------------------------------- | -------------------------------------------------------------- | ------------------------------------------ | ----------------------------------------------------------------- | -------------------------------------------------------- | -------------------------------------------------- |
| - Slovan Bratislava - Lincoln Red Imps - The New Saints - Ballkani - Borac Banja Luka | - Ħamrun Spartans - Struga - Dečić - Egnatia - UE Santa Coloma | - HJK - Flora - KÍ - Shamrock Rovers - RFS | - Celje - Larne - Panevėžys - Víkingur Reykjavík - Differdange 03 | - Ludogorets Razgrad - FCSB - Pyunik - Petrocub Hîncești | - Dinamo Batumi - Dinamo Minsk - Ordabasy - Virtus |

### Bảng tóm tắt
Trận lượt đi sẽ diễn ra vào ngày 9 và 10 tháng 7, còn trận lượt về sẽ diễn ra vào ngày 16 và 17 tháng 7 năm 2024.
Đội thắng trong các trận đấu sẽ tiến vào vòng loại thứ hai Nhóm các đội vô địch. 12 trong số 14 đội thua sẽ được chuyển sang vòng loại thứ hai Conference League Nhóm các đội vô địch và 2 đội sẽ được chuyển sang vòng loại thứ ba Conference League Nhóm các đội vô địch.
| Đội 1              | TTSTooltip Aggregate score | Đội 2             | Lượt đi | Lượt về      |
| ------------------ | -------------------------- | ----------------- | ------- | ------------ |
| Slovan Bratislava  | 6–3                        | Struga            | 4–2     | 2–1          |
| The New Saints     | 4–1                        | Dečić             | 3–0     | 1–1          |
| Borac Banja Luka   | 2–2 (4–1 p)                | Egnatia           | 1–0     | 1–2 (s.h.p.) |
| Ħamrun Spartans    | 1–1 (4–5 p)                | Lincoln Red Imps  | 0–1     | 1–0 (s.h.p.) |
| UE Santa Coloma    | 3–3 (6–5 p)                | Ballkani          | 1–2     | 2–1 (s.h.p.) |
| Flora              | 1–7                        | Celje             | 0–5     | 1–2          |
| KÍ                 | 2–0                        | Differdange 03    | 2–0     | 0–0          |
| Panevėžys          | 4–1                        | HJK               | 3–0     | 1–1          |
| RFS                | 7–0                        | Larne             | 3–0     | 4–0          |
| Víkingur Reykjavík | 1–2                        | Shamrock Rovers   | 0–0     | 1–2          |
| Virtus             | 1–11                       | FCSB              | 1–7     | 0–4          |
| Ludogorets Razgrad | 3–2                        | Dinamo Batumi     | 3–1     | 0–1          |
| Ordabasy           | 0–1                        | Petrocub Hîncești | 0–0     | 0–1          |
| Dinamo Minsk       | 1–0                        | Pyunik            | 0–0     | 1–0          |

1. ↑  Thứ tự các trận đảo ngược sau lần bốc thăm ban đầu.

### Các trận đấu
| Slovan Bratislava                        | 4–2      | Struga                     |
| ---------------------------------------- | -------- | -------------------------- |
| - Weiss 16' - Mak 36' - Kucka 85', 90+1' | Chi tiết | - Ibraimi 55' (ph.đ.), 74' |

| Struga         | 1–2      | Slovan Bratislava                 |
| -------------- | -------- | --------------------------------- |
| - Compaoré 85' | Chi tiết | - Weiss 9' - Ristevski 34' (l.n.) |

Slovan Bratislava thắng chung cuộc 6–3.
| The New Saints               | 3–0      | Dečić |
| ---------------------------- | -------- | ----- |
| - Young 4', 28' - Davies 39' | Chi tiết |       |

| Dečić         | 1–1      | The New Saints      |
| ------------- | -------- | ------------------- |
| - Kajević 72' | Chi tiết | - Young 43' (ph.đ.) |

The New Saints thắng chung cuộc 4–1.
| Borac Banja Luka | 1–0      | Egnatia |
| ---------------- | -------- | ------- |
| - Hrelja 90+6'   | Chi tiết |         |

| Egnatia                          | 2–1 (s.h.p.) | Borac Banja Luka                      |
| -------------------------------- | ------------ | ------------------------------------- |
| - İbrahimoğlu 17' - Doukouo 82'  | Chi tiết     | - Lukić 30'                           |
| Loạt sút luân lưu                |              |                                       |
| - Aleksi - İbrahimoğlu - Lushkja | 1–4          | - Herrera - Pejović - Hasukić - Čavić |

Tổng tỷ số 2–2, Borac Banja Luka thắng 4–1 trên chấm luân lưu.
| Ħamrun Spartans | 0–1      | Lincoln Red Imps |
| --------------- | -------- | ---------------- |
|                 | Chi tiết | - Britto 37'     |

| Lincoln Red Imps                         | 0–1 (s.h.p.) | Ħamrun Spartans                                |
| ---------------------------------------- | ------------ | ---------------------------------------------- |
|                                          | Chi tiết     | Vitão 89'                                      |
| Loạt sút luân lưu                        |              |                                                |
| - Britto - Nano - De Barr - Toni - Muñoz | 5–4          | - Emerson - Montebello - Mayron - Mbong - Borg |

Tổng tỷ số 1–1, Lincoln Red Imps thắng 5–4 trên chấm luân lưu.
| UE Santa Coloma  | 1–2      | Ballkani                              |
| ---------------- | -------- | ------------------------------------- |
| - El Ghazoui 22' | Chi tiết | - Emerllahu 42' (ph.đ.) - Karrica 90' |

| Ballkani                                                         | 1–2 (s.h.p.) | UE Santa Coloma                                                           |
| ---------------------------------------------------------------- | ------------ | ------------------------------------------------------------------------- |
| - Hamidi 109'                                                    | Chi tiết     | - Mohedano 90+2' - De Jesús 102'                                          |
| Loạt sút luân lưu                                                |              |                                                                           |
| - Emërllahu - Dulaj - Hamidi - Ajazaj - Potoku - Abedini - Thaqi | 5–6          | - García - El Ghazoui - Joaquinete - De Jesús - Virgili - Tellado - Lluch |

Tổng tỷ số 3–3, UE Santa Coloma thắng 6–5 trên chấm luân lưu.
| Flora | 0–5      | Celje                                                                     |
| ----- | -------- | ------------------------------------------------------------------------- |
|       | Chi tiết | - Matko 7' - Vuklišević 10' - Zabukovnik 45+1' - Aarons 71' - Svetlin 90' |

| Celje                               | 2–1      | Flora         |
| ----------------------------------- | -------- | ------------- |
| - Matko 73' (ph.đ.) - Karničnik 76' | Chi tiết | - Varjund 12' |

Celje thắng chung cuộc 7–1.
| KÍ                                 | 2–0      | Differdange 03 |
| ---------------------------------- | -------- | -------------- |
| - Frederiksberg 12', 45+4' (ph.đ.) | Chi tiết |                |

| Differdange 03 | 0–0      | KÍ |
| -------------- | -------- | -- |
|                | Chi tiết |    |

KÍ thắng chung cuộc 2–0.
| Panevėžys                                            | 3–0      | HJK |
| ---------------------------------------------------- | -------- | --- |
| - Veliulis 17' - Gorobsov 65' (ph.đ.) - Noel Mbo 67' | Chi tiết |     |

| HJK         | 1–1      | Panevėžys      |
| ----------- | -------- | -------------- |
| - Erwin 17' | Chi tiết | - Veliulis 45' |

Panevėžys thắng chung cuộc 4–1.
| RFS                                    | 3–0      | Larne |
| -------------------------------------- | -------- | ----- |
| - Ķigurs 30' - Balodis 49' - Panić 60' | Chi tiết |       |

| Larne | 0–4      | RFS                                                          |
| ----- | -------- | ------------------------------------------------------------ |
|       | Chi tiết | - Emerson 38' - Lemajić 44' - Ikaunieks 45+3' - Diomandé 56' |

RFS thắng chung cuộc 7–0.
| Víkingur Reykjavík | 0–0      | Shamrock Rovers |
| ------------------ | -------- | --------------- |
|                    | Chi tiết |                 |

| Shamrock Rovers | 2–1      | Víkingur Reykjavík |
| --------------- | -------- | ------------------ |
| - Kenny 8', 20' | Chi tiết | - Hansen 60'       |

Shamrock Rovers thắng chung cuộc 2–1.
| Virtus           | 1–7      | FCSB                                                              |
| ---------------- | -------- | ----------------------------------------------------------------- |
| - Battistini 86' | Chi tiết | - Olaru 6' (ph.đ.), 11', 37' - Popa 22', 27' - Miculescu 70', 73' |

| FCSB                                            | 4–0      | Virtus |
| ----------------------------------------------- | -------- | ------ |
| - Băluță 20' - Edjouma 28', 36' - Miculescu 72' | Chi tiết |        |

FCSB thắng chung cuộc 11–1.
| Ludogorets Razgrad                    | 3–1      | Dinamo Batumi       |
| ------------------------------------- | -------- | ------------------- |
| - Tekpetey 13' - Rick 24' - Witry 72' | Chi tiết | - Mamuchashvili 62' |

| Dinamo Batumi      | 1–0      | Ludogorets Razgrad |
| ------------------ | -------- | ------------------ |
| - Mamuchashvili 3' | Chi tiết |                    |

Ludogorets Razgrad thắng chung cuộc 3–2.
| Ordabasy | 0–0      | Petrocub Hîncești |
| -------- | -------- | ----------------- |
|          | Chi tiết |                   |

| Petrocub Hîncești | 1–0      | Ordabasy |
| ----------------- | -------- | -------- |
| - Lungu 34'       | Chi tiết |          |

Petrocub Hîncești thắng chung cuộc 1–0.
| Dinamo Minsk | 0–0      | Pyunik |
| ------------ | -------- | ------ |
|              | Chi tiết |        |

| Pyunik | 0–1      | Dinamo Minsk              |
| ------ | -------- | ------------------------- |
|        | Chi tiết | - Gavrilovich 90' (ph.đ.) |

Dinamo Minsk thắng chung cuộc 1–0.

## Vòng loại thứ hai
Lễ bốc thăm vòng loại thứ hai được tổ chức vào ngày 19 tháng 6 năm 2024.

### Hạt giống
Tổng cộng có 28 đội sẽ thi đấu ở vòng loại thứ hai – 24 đội ở Nhóm vô địch và 4 đội ở Nhóm không vô địch. Việc xếp hạt giống cho các đội sẽ dựa trên hệ số câu lạc bộ UEFA năm 2024 của họ. Trước lễ bốc thăm, UEFA có thể lập các nhóm gồm các đội được xếp hạt giống và không được xếp hạt giống theo nguyên tắc do Ủy ban Giải đấu Câu lạc bộ đặt ra. Đội đầu tiên được bốc thăm trong mỗi cặp đấu sẽ là đội chủ nhà ở trận lượt đi.
| Nhóm 1                                               | Nhóm 1                                                                              | Nhóm 2                                                | Nhóm 2                                                     | Nhóm 3                                                             | Nhóm 3                                                             |
| Hạt giống                                            | Không hạt giống                                                                     | Hạt giống                                             | Không hạt giống                                            | Hạt giống                                                          | Không hạt giống                                                    |
| ---------------------------------------------------- | ----------------------------------------------------------------------------------- | ----------------------------------------------------- | ---------------------------------------------------------- | ------------------------------------------------------------------ | ------------------------------------------------------------------ |
| - PAOK - Ferencváros - Ludogorets Razgrad[†] - APOEL | - The New Saints[†] - Dinamo Minsk[†] - Petrocub Hîncești[†] - Borac Banja Luka [†] | - Bodø/Glimt - Midtjylland - Sparta Prague - Malmö FF | - KÍ[†] - Shamrock Rovers[†] - RFS[†] - UE Santa Coloma[†] | - Maccabi Tel Aviv - Qarabağ - Slovan Bratislava[†] - Panevėžys[†] | - Celje[†] - FCSB[†] - Lincoln Red Imps[†] - Jagiellonia Białystok |

| Hạt giống                  | Không hạt giống     |
| -------------------------- | ------------------- |
| - Fenerbahçe - Dynamo Kyiv | - Partizan - Lugano |

Notes
1. † Danh tính của đội thắng ở vòng loại thứ nhất chưa được biết tại thời điểm bốc thăm. Các đội in nghiêng đã thắng một đội có hệ số cao hơn, do đó về cơ bản sẽ được lấy hệ số của đối thủ trong quá trình bốc thăm.

### Bảng tóm tắt
Các trận lượt đi sẽ diễn ra vào ngày 23 và 24 tháng 7, còn các trận lượt về sẽ diễn ra vào ngày 30 và 31 tháng 7 năm 2024.
Những đội chiến thắng trong các trận đấu sẽ tiến vào vòng loại thứ ba theo lộ trình tương ứng. Những đội thua trong Nhóm các đội vô địch sẽ được chuyển sang vòng loại thứ ba Europa League Nhóm các nhà vô địch, trong khi những đội thua trong Nhóm các đội không vô địch sẽ được chuyển sang vòng loại thứ ba Europa League Nhánh chính.
| Đội 1                      | TTSTooltip Aggregate score | Đội 2                 | Lượt đi | Lượt về |
| -------------------------- | -------------------------- | --------------------- | ------- | ------- |
| Nhóm các đội vô địch       |                            |                       |         |         |
| Ludogorets Razgrad         | 2–1                        | Dinamo Minsk          | 2–0     | 0–1     |
| APOEL                      | 2–1                        | Petrocub Hîncești     | 1–0     | 1–1     |
| Ferencváros                | 7–1                        | The New Saints        | 5–0     | 2–1     |
| PAOK                       | 4–2                        | Borac Banja Luka      | 3–2     | 1–0     |
| Bodø/Glimt                 | 7–1                        | RFS                   | 4–0     | 3–1     |
| Malmö FF                   | 6–4                        | KÍ                    | 4–1     | 2–3     |
| Shamrock Rovers            | 2–6                        | Sparta Prague         | 0–2     | 2–4     |
| UE Santa Coloma            | 0–4                        | Midtjylland           | 0–3     | 0–1     |
| Celje                      | 1–6                        | Slovan Bratislava     | 1–1     | 0–5     |
| Panevėžys                  | 1–7                        | Jagiellonia Białystok | 0–4     | 1–3     |
| Lincoln Red Imps           | 0–7                        | Qarabağ               | 0–2     | 0–5     |
| FCSB                       | 2–1                        | Maccabi Tel Aviv      | 1–1     | 1–0     |
| Nhóm các đội không vô địch |                            |                       |         |         |
| Lugano                     | 4–6                        | Fenerbahçe            | 3–4     | 1–2     |
| Dynamo Kyiv                | 9–2                        | Partizan              | 6–2     | 3–0     |

### Nhánh các đội vô địch
| Ludogorets Razgrad                    | 2–0      | Dinamo Minsk |
| ------------------------------------- | -------- | ------------ |
| - Tekpetey 9' - Nedelev 45+1' (ph.đ.) | Chi tiết |              |

| Dinamo Minsk | 1–0      | Ludogorets Razgrad |
| ------------ | -------- | ------------------ |
| - Bakhar 37' | Chi tiết |                    |

Ludogorets Razgrad thắng chung cuộc 2–1.
| APOEL                    | 1–0      | Petrocub Hîncești |
| ------------------------ | -------- | ----------------- |
| - Marquinhos 38' (ph.đ.) | Chi tiết |                   |

| Petrocub Hîncești | 1–1      | APOEL            |
| ----------------- | -------- | ---------------- |
| - Plătică 60'     | Chi tiết | - Marquinhos 65' |

APOEL thắng chung cuộc 2–1.
| Ferencváros                                                        | 5–0      | The New Saints |
| ------------------------------------------------------------------ | -------- | -------------- |
| - Traoré 15', 21', 54' - Zachariassen 24' - Marquinhos 62' (ph.đ.) | Chi tiết |                |

| The New Saints  | 1–2      | Ferencváros                              |
| --------------- | -------- | ---------------------------------------- |
| - Daniels 90+1' | Chi tiết | - Zachariassen 43' - Rommens 62' (ph.đ.) |

Ferencváros thắng chung cuộc 7–1.
| PAOK                                      | 3–2      | Borac Banja Luka                      |
| ----------------------------------------- | -------- | ------------------------------------- |
| - Koulierakis 17', 39' - Troost-Ekong 51' | Chi tiết | - Herrera 22' (ph.đ.) - Kulašin 45+3' |

| Borac Banja Luka | 0–1      | PAOK       |
| ---------------- | -------- | ---------- |
|                  | Chi tiết | - Murg 25' |

PAOK thắng chung cuộc 4–2.
| Bodø/Glimt                                        | 4–0      | RFS |
| ------------------------------------------------- | -------- | --- |
| - Mikkelsen 2', 76' - Saltnes 18' - Kapskarmo 40' | Chi tiết |     |

| RFS             | 1–3      | Bodø/Glimt                                   |
| --------------- | -------- | -------------------------------------------- |
| - Ikaunieks 14' | Chi tiết | - Hauge 40' (ph.đ.) - Saltnes 82' - Høgh 88' |

Bodø/Glimt thắng chung cuộc 7–1.
| Malmö FF                                   | 4–1      | KÍ                  |
| ------------------------------------------ | -------- | ------------------- |
| - Johnsen 21', 43' - Bolin 37' - Rieks 85' | Chi tiết | - Frederiksberg 71' |

| KÍ                                        | 3–2      | Malmö FF                               |
| ----------------------------------------- | -------- | -------------------------------------- |
| - Berntsson 2' - Frederiksberg 65', 90+5' | Chi tiết | - Bolin 13' - Christiansen 59' (ph.đ.) |

Malmö FF thắng chung cuộc 6–4.
| Shamrock Rovers | 0–2      | Sparta Prague                   |
| --------------- | -------- | ------------------------------- |
|                 | Chi tiết | - Birmančević 37' - Wiesner 64' |

| Sparta Prague                                       | 4–2      | Shamrock Rovers   |
| --------------------------------------------------- | -------- | ----------------- |
| - Olatunji 29' - Ross 41' - Sørensen 48' - Tuci 71' | Chi tiết | - Greene 32', 47' |

Sparta Prague thắng chung cuộc 6–2.
| UE Santa Coloma | 0–3      | Midtjylland                       |
| --------------- | -------- | --------------------------------- |
|                 | Chi tiết | - Djú 12' - Diao 28' - Şimşir 63' |

| Midtjylland  | 1–0      | UE Santa Coloma |
| ------------ | -------- | --------------- |
| - Osorio 72' | Chi tiết |                 |

Midtjylland thắng chung cuộc 4–0.
| Celje          | 1–1      | Slovan Bratislava |
| -------------- | -------- | ----------------- |
| - Bobičanec 7' | Chi tiết | - Strelec 11'     |

| Slovan Bratislava                                         | 5–0      | Celje |
| --------------------------------------------------------- | -------- | ----- |
| - Tolić 17' - Strelec 30', 32' - Mak 60' - Barseghyan 75' | Chi tiết |       |

Slovan Bratislava thắng chung cuộc 6–1.
| Panevėžys | 0–4      | Jagiellonia Białystok             |
| --------- | -------- | --------------------------------- |
|           | Chi tiết | - Imaz 15', 28', 29' - Hansen 80' |

| Jagiellonia Białystok                                 | 3–1      | Panevėžys     |
| ----------------------------------------------------- | -------- | ------------- |
| - Pululu 12' (ph.đ.), 69' (ph.đ.) - Beneta 84' (l.n.) | Chi tiết | - Gussiås 88' |

Jagiellonia Białystok thắng chung cuộc 7–1.
| Lincoln Red Imps | 0–2      | Qarabağ                        |
| ---------------- | -------- | ------------------------------ |
|                  | Chi tiết | - Juninho 45+2' - Bayramov 75' |

| Qarabağ                                            | 5–0      | Lincoln Red Imps |
| -------------------------------------------------- | -------- | ---------------- |
| - Juninho 17', 31', 44' - Benzia 66' - Andrade 72' | Chi tiết |                  |

Qarabağ thắng chung cuộc 7–0.
| FCSB       | 1–1      | Maccabi Tel Aviv |
| ---------- | -------- | ---------------- |
| - Dawa 76' | Chi tiết | - Biton 71'      |

| Maccabi Tel Aviv | 0–1      | FCSB         |
| ---------------- | -------- | ------------ |
|                  | Chi tiết | - Baeten 90' |

FCSB thắng chung cuộc 2–1.

### Nhánh các đội không vô địch
| Lugano                                        | 3–4      | Fenerbahçe                                     |
| --------------------------------------------- | -------- | ---------------------------------------------- |
| - El Wafi 4' - Bislimi 64' - Valenzuela 90+4' | Chi tiết | - Džeko 45+1' (ph.đ.), 46', 67' - Kadıoğlu 74' |

| Fenerbahçe                    | 2–1      | Lugano       |
| ----------------------------- | -------- | ------------ |
| - Džeko 59' - Szymański 90+3' | Chi tiết | - Mahmoud 7' |

Fenerbahçe thắng chung cuộc 6–4.
| Dynamo Kyiv                                                                                    | 6–2      | Partizan                    |
| ---------------------------------------------------------------------------------------------- | -------- | --------------------------- |
| - Shaparenko 40' - Brazhko 43' - Karavayev 45+1' - Kabayev 55' - Popov 83' - Pikhalyonok 90+2' | Chi tiết | - Saldanha 22' (ph.đ.), 66' |

| Partizan | 0–3      | Dynamo Kyiv                                            |
| -------- | -------- | ------------------------------------------------------ |
|          | Chi tiết | - Yarmolenko 17' - Vanat 68' (ph.đ.) - Karavayev 90+3' |

Dynamo Kyiv thắng chung cuộc 9–2.

## Vòng loại thứ ba
Lễ bốc thăm vòng loại thứ ba được tổ chức vào ngày 22 tháng 7 năm 2024.

### Hạt giống
Tổng cộng có 20 đội sẽ thi đấu ở vòng loại thứ ba – 12 đội ở Nhóm vô địch và 8 đội ở Nhóm không vô địch. Việc xếp hạt giống cho các đội sẽ dựa trên hệ số câu lạc bộ UEFA năm 2024 của họ. Trước lễ bốc thăm, UEFA có thể lập các nhóm gồm các đội được xếp hạt giống và không được xếp hạt giống theo nguyên tắc do Ủy ban Giải đấu Câu lạc bộ đặt ra. Đội đầu tiên được bốc thăm trong mỗi trận đấu sẽ là đội chủ nhà ở trận lượt đi.
| Nhóm 1                                        | Nhóm 1                                                | Nhóm 2                                     | Nhóm 2                                                    |
| Hạt giống                                     | Không hạt giống                                       | Hạt giống                                  | Không hạt giống                                           |
| --------------------------------------------- | ----------------------------------------------------- | ------------------------------------------ | --------------------------------------------------------- |
| - FCSB[†] - Qarabağ[†] - Slovan Bratislava[†] | - Ludogorets Razgrad[†] - Sparta Prague[†] - APOEL[†] | - PAOK[†] - Ferencváros[†] - Bodø/Glimt[†] | - Midtjylland[†] - Malmö FF[†] - Jagiellonia Białystok[†] |

| Hạt giống                                             | Không hạt giống                                                  |
| ----------------------------------------------------- | ---------------------------------------------------------------- |
| - Rangers - Slavia Prague - Red Bull Salzburg - Lille | - Fenerbahçe[†] - Union Saint-Gilloise - Dynamo Kyiv[†] - Twente |

Notes
1. † Danh tính của đội chiến thắng ở vòng loại thứ hai sẽ chưa được biết tại thời điểm bốc thăm. Các đội in nghiêng đã thắng một đội có hệ số cao hơn, do đó về cơ bản sẽ được lấy hệ số của đối thủ trong quá trình bốc thăm.

### Bảng tóm tắt
Trận lượt đi diễn ra vào ngày 6 và 7 tháng 8, lượt về diễn ra vào ngày 13 tháng 8 năm 2024.
Những đội thắng trong các trận đấu sẽ tiến vào vòng play-off theo con đường tương ứng. Những đội thua ở Nhánh các đội vô địch sẽ được chuyển đến vòng play-off Europa League, trong khi những đội thua ở Nhánh các đội không vô địch sẽ được chuyển đến vòng đấu hạng Europa League.
| Đội 1                       | TTSTooltip Aggregate score | Đội 2                | Lượt đi | Lượt về      |
| --------------------------- | -------------------------- | -------------------- | ------- | ------------ |
| Nhánh các đội vô địch       |                            |                      |         |              |
| Qarabağ                     | 8–4                        | Ludogorets Razgrad   | 1–2     | 7–2 (s.h.p.) |
| Slovan Bratislava           | 2–0                        | APOEL                | 2–0     | 0–0          |
| Sparta Prague               | 4–3                        | FCSB                 | 1–1     | 3–2          |
| Malmö FF                    | 6–5                        | PAOK                 | 2–2     | 4–3 (s.h.p.) |
| Midtjylland                 | 3–1                        | Ferencváros          | 2–0     | 1–1          |
| Jagiellonia Białystok       | 1–5                        | Bodø/Glimt           | 0–1     | 1–4          |
| Nhánh các đội không vô địch |                            |                      |         |              |
| Slavia Prague               | 4–1                        | Union Saint-Gilloise | 3–1     | 1–0          |
| Lille                       | 3–2                        | Fenerbahçe           | 2–1     | 1–1 (s.h.p.) |
| Dynamo Kyiv                 | 3–1                        | Rangers              | 1–1     | 2–0          |
| Red Bull Salzburg           | 5–4                        | Twente               | 2–1     | 3–3          |

### Nhánh các đội vô địch
| Qarabağ       | 1–2      | Ludogorets Razgrad        |
| ------------- | -------- | ------------------------- |
| - Juninho 65' | Chi tiết | - Almeida 56' - Vidal 87' |

| Ludogorets Razgrad | 2–7      | Qarabağ                                                                              |
| ------------------ | -------- | ------------------------------------------------------------------------------------ |
| - Duah 13', 23'    | Chi tiết | - Juninho 7' - Benzia 45+1', 118' - Andrade 45+5', 112' - Bayramov 93' - Xhixha 111' |

Qarabag thắng chung cuộc 8–4.
| Slovan Bratislava                 | 2–0      | APOEL |
| --------------------------------- | -------- | ----- |
| - Petrović 71' (l.n.) - Mak 90+4' | Chi tiết |       |

| APOEL | 0–0      | Slovan Bratislava |
| ----- | -------- | ----------------- |
|       | Chi tiết |                   |

Slovan Bratislava thắng chung cuộc 2–0.
| Sparta Prague  | 1–1      | FCSB       |
| -------------- | -------- | ---------- |
| - Olatunji 78' | Chi tiết | - Dawa 61' |

| FCSB                      | 2–3      | Sparta Prague                                 |
| ------------------------- | -------- | --------------------------------------------- |
| - Olaru 60' - Edjomou 85' | Chi tiết | - Birmancevic 13', 28' (ph.đ.) - Haraslín 37' |

Sparta Prague thắng chung cuộc 4–3.
| Malmö FF                   | 2–2      | PAOK                      |
| -------------------------- | -------- | ------------------------- |
| - Jansson 28' - Nanasi 67' | Chi tiết | - Taison 42' - Rahman 75' |

| PAOK                                            | 3–4 (s.h.p.) | Malmö FF                                                 |
| ----------------------------------------------- | ------------ | -------------------------------------------------------- |
| - Taison 21' - Koulierakis 43' - Živković 45+3' | Chi tiết     | - Nanasi 10', 45' - Zätterström 90+6' - Christiansen 99' |

Malmö FF thắng chung cuộc 6-5.
| Midtjylland           | 2–0      | Ferencváros |
| --------------------- | -------- | ----------- |
| - Buksa 17' - Djú 69' | Chi tiết |             |

| Ferencváros | 1–1      | Midtjylland  |
| ----------- | -------- | ------------ |
| Cissé 17'   | Chi tiết | Sørensen 50' |

Midtjylland thắng chung cuộc 3–1.
| Jagiellonia Białystok | 0–1      | Bodø/Glimt           |
| --------------------- | -------- | -------------------- |
|                       | Chi tiết | - Diéguez 58' (l.n.) |

| Bodø/Glimt                             | 4–1      | Jagiellonia Białystok |
| -------------------------------------- | -------- | --------------------- |
| - Fet 34', 56' - Määttä 38' - Høgh 70' | Chi tiết | - Berg 4' (l.n.)      |

Bodø/Glimt thắng chung cuộc 5–1.

### Nhánh các đội không vô địch
| Slavia Prague                 | 3–1      | Union Saint-Gilloise |
| ----------------------------- | -------- | -------------------- |
| - Chorý 19', 41' - Dorley 57' | Chi tiết | - Bužek 73' (l.n.)   |

| Union Saint-Gilloise | 0–1      | Slavia Prague |
| -------------------- | -------- | ------------- |
|                      | Chi tiết | - Jurecka 84' |

Slavia Prague thắng chung cuộc 4–1.
| Lille                         | 2–1      | Fenerbahçe    |
| ----------------------------- | -------- | ------------- |
| - Santos 12' - Zhegrova 90+1' | Chi tiết | - Kahveci 80' |

| Fenerbahçe             | 1–1 (s.h.p.) | Lille                |
| ---------------------- | ------------ | -------------------- |
| - Diakité 90+1' (l.n.) | Chi tiết     | - David 118' (ph.đ.) |

Lille thắng chung cuộc 3–2.
| Dynamo Kyiv    | 1–1      | Rangers       |
| -------------- | -------- | ------------- |
| Yarmolenko 38' | Chi tiết | Dessers 90+4' |

| Rangers | 0–2      | Dynamo Kyiv                      |
| ------- | -------- | -------------------------------- |
|         | Chi tiết | - Pikhalyonok 82' - Voloshyn 84' |

Dynamo Kyiv thắng chung cuộc 3–1.
| Red Bull Salzburg    | 2–1      | Twente     |
| -------------------- | -------- | ---------- |
| - Kjærgaard 40', 85' | Chi tiết | - Vlap 90' |

| Twente                                           | 3–3      | Red Bull Salzburg                        |
| ------------------------------------------------ | -------- | ---------------------------------------- |
| - Hilgers 43' - Van Hoorenbeeck 64' - Steijn 87' | Chi tiết | - Kjærgaard 17' - Dorgeles 25' - Yeo 46' |

Red Bull Salzburg thắng chung cuộc 5–4.

## Vòng play-off
Lễ bốc thăm vòng play-off được tổ chức vào ngày 5 tháng 8 năm 2024.

### Hạt giống
Tổng cộng có 14 đội sẽ thi đấu ở vòng play-off – 10 đội ở Nhóm vô địch và 4 đội ở Nhóm không vô địch. Việc xếp hạt giống cho các đội sẽ dựa trên hệ số câu lạc bộ UEFA năm 2024 của họ. Trước lễ bốc thăm, UEFA có thể lập các nhóm gồm các đội được xếp hạt giống và không được xếp hạt giống theo nguyên tắc do Ủy ban Giải đấu Câu lạc bộ đặt ra. Đội đầu tiên được bốc thăm trong mỗi trận đấu sẽ là đội chủ nhà ở trận lượt đi.
| Hạt giống                                                                    | Không hạt giống                                                                      |
| ---------------------------------------------------------------------------- | ------------------------------------------------------------------------------------ |
| - Dinamo Zagreb - Sao Đỏ Beograd - Malmö FF[†] - Midtjylland[†] - Young Boys | - Qarabağ[†] - Galatasaray - Slovan Bratislava[†] - Bodø/Glimt[†] - Sparta Prague[†] |

| Hạt giống                           | Không hạt giống                   |
| ----------------------------------- | --------------------------------- |
| - Dynamo Kyiv[†] - Slavia Prague[†] | - Red Bull Salzburg[†] - Lille[†] |

Notes
1. † Danh tính của đội chiến thắng ở vòng loại thứ ba sẽ chưa được biết tại thời điểm bốc thăm. Các đội in nghiêng đã thắng một đội có hệ số cao hơn, do đó về cơ bản sẽ được lấy hệ số của đối thủ trong quá trình bốc thăm.

### Bảng tóm tắt
Trận lượt đi diễn ra vào ngày 20 và 21 tháng 8, lượt về diễn ra vào ngày 27 và 28 tháng 8 năm 2024.
Đội thắng sẽ tiến vào vòng đấu hạng. Đội thua sẽ được chuyển sang vòng đấu hạng Europa League
| Đội 1                      | TTSTooltip Aggregate score | Đội 2             | Lượt đi | Lượt về |
| -------------------------- | -------------------------- | ----------------- | ------- | ------- |
| Nhóm các đội vô địch       |                            |                   |         |         |
| Young Boys                 | 4–2                        | Galatasaray       | 3–2     | 1–0     |
| Dinamo Zagreb              | 5–0                        | Qarabağ           | 3–0     | 2–0     |
| Midtjylland                | 3–4                        | Slovan Bratislava | 1–1     | 2–3     |
| Bodø/Glimt                 | 2–3                        | Sao Đỏ Beograd    | 2–1     | 0–2     |
| Malmö FF                   | 0–4                        | Sparta Prague     | 0–2     | 0–2     |
| Nhóm các đội không vô địch |                            |                   |         |         |
| Lille                      | 3–2                        | Slavia Prague     | 2–0     | 1–2     |
| Dynamo Kyiv                | 1–3                        | Red Bull Salzburg | 0–2     | 1–1     |

### Nhánh các đội vô địch
| Young Boys                                 | 3–2      | Galatasaray          |
| ------------------------------------------ | -------- | -------------------- |
| - Monteiro 3', 45+4' - Ugrinić 86' (ph.đ.) | Chi tiết | - Batshuayi 66', 72' |

| Galatasaray | 0–1      | Young Boys      |
| ----------- | -------- | --------------- |
|             | Chi tiết | - Virginius 87' |

Young Boys thắng chung cuộc 4–2.
| Dinamo Zagreb                    | 3–0      | Qarabağ |
| -------------------------------- | -------- | ------- |
| - Pjaca 29' - Kulenović 75', 80' | Chi tiết |         |

| Qarabağ | 0–2      | Dinamo Zagreb                  |
| ------- | -------- | ------------------------------ |
|         | Chi tiết | - Pjaca 32' - Silva 53' (l.n.) |

Dinamo Zagreb thắng chung cuộc 5–0.
| Midtjylland    | 1–1      | Slovan Bratislava |
| -------------- | -------- | ----------------- |
| - Chilufya 79' | Chi tiết | - Blackman 59'    |

| Slovan Bratislava                 | 3–2      | Midtjylland            |
| --------------------------------- | -------- | ---------------------- |
| - Tolić 33', 82' - Barseghyan 86' | Chi tiết | - Şimşir 41' - Djú 50' |

Slovan Bratislava thắng chung cuộc 4–3.
| Bodø/Glimt                  | 2–1      | Sao Đỏ Beograd |
| --------------------------- | -------- | -------------- |
| - Bjørtuft 52' - Määttä 62' | Chi tiết | - Mimović 75'  |

| Sao Đỏ Beograd                    | 2–0      | Bodø/Glimt |
| --------------------------------- | -------- | ---------- |
| - Duarte 26' (ph.đ.) - Spajić 59' | Chi tiết |            |

Sao Đỏ Beograd thắng chung cuộc 3–2.
| Malmö FF | 0–2      | Sparta Prague                           |
| -------- | -------- | --------------------------------------- |
|          | Chi tiết | - Stryger Larsen 31' (l.n.) - Ryneš 89' |

| Sparta Prague                         | 2–0      | Malmö FF |
| ------------------------------------- | -------- | -------- |
| - Haraslín 80' (ph.đ.) - Rrahmani 83' | Chi tiết |          |

Sparta Prague thắng chung cuộc 4–0.

### Nhánh các đội không vô địch
| Lille                      | 2–0      | Slavia Prague |
| -------------------------- | -------- | ------------- |
| - David 52' - Zhegrova 77' | Chi tiết |               |

| Slavia Prague               | 2–1      | Lille          |
| --------------------------- | -------- | -------------- |
| - Zafeiris 5' - Schranz 84' | Chi tiết | - Zhegrova 77' |

Lille thắng chung cuộc 3–2.
| Dynamo Kyiv | 0–2      | Red Bull Salzburg                      |
| ----------- | -------- | -------------------------------------- |
|             | Chi tiết | - Dorgeles 29' - Kjærgaard 50' (ph.đ.) |

| Red Bull Salzburg | 1–1      | Dynamo Kyiv |
| ----------------- | -------- | ----------- |
| - Daghim 12'      | Chi tiết | - Vanat 29' |

Red Bull Salzburg thắng chung cuộc 3–1.